# Howard Hesseman
Howard Hesseman (Lebanon, 27 febbraio 1940 – Los Angeles, 29 gennaio 2022) è stato un attore statunitense.
Noto principalmente in ambito televisivo, ha interpretato dei ruoli ricorrenti in serie TV come WKRP in Cincinnati e Segni particolari: genio. Dopo il successo televisivo ha ottenuto ruoli di maggior rilievo anche in produzioni cinematografiche, apparendo anche in film di successo come Signori, il delitto è servito, Navigator e A proposito di Schmidt. Nel corso della sua carriera ha recitato al fianco di attori celebri come Jack Nicholson, Tim Curry e Michelle Pfeiffer, nonché insieme all'icona del rap Tupac Shakur.

## Biografia
Dopo aver completato la propria formazione fino al livello universitario, Hesseman lavora come DJ e conduttore radiofonico per alcuni anni, utilizzando lo pseudonimo di Don Sturdy. Debutta come attore nel 1968, apparendo per vari anni in produzioni televisive e cinematografiche come comparsa o comunque in ruoli secondari. Nel 1976 ottiene il suo primo ruolo rilevante nella serie TV Mary Hartman, Mary Hartman, apparendo in 13 episodi dello show. Nel 1978 ottiene il ruolo del DJ Johnny Fever nella serie TV WKRP in Cincinnati, dichiarando successivamente essersi servito delle varie competenze acquisite nella sua carriera da DJ per riuscire al meglio in questo ruolo. Hesseman appare in 86 episodi dello show e viene nominato a due Primetime Emmy Awards per il ruolo, rispettivamente nel 1980 e nel 1981.
In seguito al successo ottenuto grazie al ruolo di Johnny Fever, Hessman ottiene altri ruoli ricorrenti in serie TV, tra cui Giorno per giorno nella prima metà degli anni '80 e Segni particolari: genio nella seconda metà del medesimo decennio. In quest'ultimo show appare in ben 96 episodi, il che lo rende l'esperienza più longeva della sua carriera. Sempre nel corso degli '80 ottiene ruoli di maggior rilievo anche in ambito cinematografico, recitando in pellicole di successo come Signori, il delitto è servito, Navigator e Scuola di polizia 2 - Prima missione e apparendo come protagonista o co-protagonista in film come Doctor Detroit. Nei primi anni '90 torna a interpretare il ruolo di Johnny Fever nella serie TV The New WKRP in Cincinnati.
Sempre negli anni Novanta rafforza la sua presenza in ambito cinematografico ottenendo ruoli da protagonista in film come Little Miss Millions e Rubin and Ed. Appare inoltre in film di successo come Munchie Strikes Back e Gridlock'd - Istinti criminali. Nel corso del XXI secolo ha diradato le sue apparizioni, seppur continuando a recitare sia in vari film di successo (A proposito di Schmidt, The Rocker - Il batterista nudo e Halloween II che in diverse produzioni televisive. Nel 2018 interpreta il suo ultimo ruolo nel film Dirty Politics.

### Morte
Muore il 29 gennaio 2022 in seguito a complicazioni insorte dopo un intervento chirurgico al colon.

## Filmografia

### Cinema
- Petulia, regia di Richard Lester (1968)
- Some Kind of A Nut, regia di Garson Kanin (1969)
- Billy Jack, regia di Tom Laughlin (1971)
- Per 100 chili di droga (Cisco Pike), regia di Bill L. Norton (1971)
- Una squillo per quattro svitati (Steelyard Blues), regia di Alan Myerson (1973)
- Shampoo, regia di Hal Ashby (1975)
- W.H.I.F.F.S. - La guerra esilarante del soldato Frapper (Whiffs), regia di Ted Post (1975)
- Tunnel Vision, regia di Neal Israel, Bradley R. Swirnoff (1976)
- Eccesso di difesa (Jackson County Jail), regia di Michael Miller (1976)
- Il fantabus (The Big Bus), regia di James Frawley (1976)
- L'altra faccia di mezzanotte (The Other Side of Midnight), regia di Charles Jarrott (1977)
- Loose Shoes, regia di Ira Miller (1978)
- Americathon, regia di Neal Israel (1979)
- Lo straccione (The Jerk), regia di Carl Reiner (1979)
- Lezioni maliziose (Private Lessons), regia di Alan Myerson (1981)
- Crazy Runners - Quei pazzi pazzi sulle autostrade (Honky Tonk Freeway), regia di John Schlesinger (1981)
- Doctor Detroit, regia di Michael Pressman (1983)
- This Is Spinal Tap, regia di Rob Reiner (1984)
- Scuola di polizia 2 - Prima missione (Police Academy 2: Their First Assignment), regia di Jerry Paris (1985)
- Signori, il delitto è servito (Clue), regia di Jonathan Lynn (1985)
- È antipatico ma lo sposo (My Chauffeur), regia di David Beaird (1986)
- Navigator, regia di Randal Kleiser (1986)
- Inside Out, regia di Robert Taicher (1987)
- Black Jack, regia di Dick Richards (1987)
- Donne amazzoni sulla Luna, regia di Joe Dante, Carl Gottlieb, Peter Horton, John Landis e Robert K. Weiss (1987)
- Rubin and Ed, regia di Trent Harris (1991)
- La piccola milionaria (Little Miss Millions), regia di Jim Wynorski (1993)
- Munchie Strikes Back, regia di Jim Wynorski (1994)
- Out-of-Sync, regia di Debbie Allen (1995)
- Gridlock'd - Istinti criminali (Gridlock'd), regia di Vondie Curtis-Hall (1997)
- The Sky Is Falling, regia di Florrie Laurence (1999)
- Teddy Bears' Picnic, regia di Harry Shearer (2001)
- The Mesmerist, regia di Gil Cates Jr. (2001)
- A proposito di Schmidt (About Schmidt), regia di Alexander Payne (2002)
- Il diario di Jack (Man About Town), regia di Mike Binder (2006)
- Domestic Import, regia di Kevin Connor (2006)
- Martian Child - Un bambino da amare (Martian Child), regia di Menno Meyjes (2007)
- The Rocker - Il batterista nudo (The Rocker), regia di Peter Cattaneo (2008)
- Halloween II, regia di Rob Zombie (2009)
- A proposito di Steve (All About Steve), regia di Phil Traill (2009)
- Wild Oats, regia di Andy Tennant (2016)
- Silver Skies, regia di Rosemary Rodriguez (2016)
- Dirty Politics, regia di Steven Esteb (2018)

### Televisione
- The Andy Griffith Show – serie TV, 2 episodi (1968)
- The Smothers Brothers Comedy Hour – serie TV, 5 episodi (1968-1969)
- The Feminist and the Fuzz, regia di Jerry Paris – film TV (1971)
- Los Angeles quinto distretto di polizia (The Blue Knight), regia di Robert Butler – film TV (1973)
- Another April, regia di Alan Rafkin – film TV (1974)
- Firehouse Squadra 23 (Firehouse) – serie TV, episodio 1x03 (1974)
- Rhoda – serie TV, episodio 1x03 (1974)
- Mannix – serie TV, episodio 8x17 (1974)
- The Bob Newhart Show – serie TV, 6 episodi (1974-1978)
- La storia di Wanda (Hustling), regia di Joseph Sargent – film TV (1975)
- Sanford and Son – serie TV, episodio 4x25 (1975)
- Poliziotto di quartiere (The Blue Knight) – serie TV, episodio 1x01 (1975)
- Harry O – serie TV, episodio 2x08 (1975)
- In casa Lawrence (Family) – serie TV, episodio 1x03 (1976)
- Switch – serie TV, episodio 2x01 (1976)
- Baretta – serie TV, episodio 3x04 (1976)
- Laverne & Shirley – serie TV, episodio 2x10 (1976)
- Mary Hartman, Mary Hartman – serie TV, 13 episodio (1976-1977)
- Un trio inseparabile (Westside Medical) – serie TV, episodio 1x02 (1977)
- The TVTV Show, regia di Alan Myerson – film TV (1977)
- The Ghost of Flight 401, regia di Steven Hilliard Stern – film TV (1978)
- Bolle di sapone (Soap) – serie TV, 6 episodi (1978)
- Saremo famosi (The Comedy Company), regia di Lee Philips – film TV (1978)
- Outside Chance, regia di Michael Miller – film TV (1978)
- More than Friends, regia di James Burrows – film TV (1978)
- WKRP in Cincinnati – serie TV, 89 episodi (1978-1982)
- You Can't Take It with You, regia di Paul Bogart – film TV (1979)
- Accidenti che caos, regia di James Frawley – film TV (1980)
- Le strade del cielo, regia di Ron Howard – film TV (1980)
- Victims, regia di Jerrold Freedman – film TV (1982)
- Una scarpa per l'assassino (One Shoe Makes It Murder), regia di William Hale – film TV (1982)
- Dalle 9 alle 5, orario continuato (9 to 5) – serie TV, episodio 2x05 (1982)
- Giorno per giorno (One Day at a Time) – serie TV, 16 episodi (1982-1984)
- Con affetto, tuo Sidney (Love, Sidney) – serie TV, episodio 2x21 (1983)
- Likely Stories, Vol. 4, regia di William Hale – film TV (1983)
- Il silenzio nel cuore (Silence of the Heart), regia di Richard Michaels – film TV (1984)
- The Princess Who Had Never Laughed, regia di Mark Cullingham – film TV (1984)
- La signora in giallo (Murder, She Wrote) – serie TV, episodio 2x01 (1985)
- George Burns Comedy Week – serie TV, episodio 1x10 (1985)
- Nel regno delle fiabe (Faerie Tale Theatre) – serie TV, episodio 5x02 (1986)
- Segni particolari: genio (Head of the Class) – serie TV, 92 episodi (1986-1990)
- Incubo ad Alcatraz (Six Against the Rock), regia di Paul Wendkos – film TV (1987)
- La gang dei diamanti (The Diamond Trap), regia di Don Taylor – film TV (1987)
- Storia di Anna (Call Me Anna), regia di Gilbert Cates – film TV (1990)
- The New WKRP in Cincinnati – serie TV, 10 episodi (1990-1991)
- Giovani bruciati (Murder in New Hampshire: The Pamela Wojas Smart Story), regia di Joyce Chopra – film TV (1991)
- La morte nera (Quiet Killer), regia di Sheldon Larry – film TV (1992)
- The Ray Bradbury Theater – serie TV, episodio 6x10 (1992)
- Amore al cioccolato (Hot Chocolate), regia di Josée Dayan – film TV (1992)
- Lethal Exposure, regia di Kevin Connor – film TV (1993)
- La legge di Burke (Burke's Law) – serie TV, episodio 2x03 (1995)
- False testimonianze (Innocent Victims), regia di Gilbert Cates – film TV (1996)
- Oltre i limiti (The Outer Limits) – serie TV, episodio 3x14 (1997)
- Una scommessa troppo alta (High Stakes), regia di Donald Wrye – film TV (1997)
- Un Natale indimenticabile (On the 2nd Day of Christmas), regia di James Frawley – film TV (1997)
- Due ragazzi e una ragazza (Two Guys and a Girl) – serie TV, episodio 1x12 (1998)
- The Practice - Professione avvocati (The Practice) – serie TV, episodio 3x12 (1999)
- Tracey Takes On... – serie TV, episodio 4x02 (1999)
- In tribunale con Lynn (Family Law) – serie TV, episodio 1x08 (1999)
- Jarod il camaleonte (The Pretender) – serie TV, episodio 4x06 (1999)
- Il tocco di un angelo (Touched by an Angel) – serie TV, episodio 6x23 (2000)
- Level 9 – serie TV, episodio 1x09 (2001)
- Three Sisters – serie TV, episodio 1x05 (2001)
- That '70s Show – serie TV, 3 episodi (2001)
- Thieves – serie TV, episodio 1x06 (2001)
- Crossing Jordan – serie TV, episodio 1x07 (2001)
- Maybe It's Me – serie TV, episodio 1x17 (2002)
- It's All Relative – serie TV, episodio 1x08 (2003)
- Boomtown – serie TV, episodio 2x06 (2003)
- Oliver Beene – serie TV, episodio 2x11 (2004)
- Crazy for Christmas, regia di Eleanore Lindo – film TV (2005)
- Dr. House - Medical Division (House, M.D.) – serie TV, episodio 2x14 (2006)
- Boston Legal – serie TV, 3 episodi (2006-2007)
- Psych – serie TV, episodio 2x05 (2007)
- John from Cincinnati – serie TV, 2 episodi (2007)
- E.R. - Medici in prima linea (ER) – serie TV, episodio 14x01 (2007)
- Lie to Me – serie TV, episodio 2x11 (2010)
- CSI - Scena del crimine (CSI: Crime Scene Investigation) – serie TV, episodio 11x16 (2011)
- Drop Dead Diva – serie TV, episodio 3x04 (2011)
- Mike & Molly – serie TV, episodio 2x17 (2012)
- Bigfoot, regia di Bruce Davison – film TV (2012)
- The Homeless Detective, regia di Alan Shearman – film TV (2015)
- Chicago Med – serie TV, episodio 1x17 (2016)
- Miracoli a Natale (A Christmas in Vermont), regia di Fred Olen Ray – film TV (2016)
- Fresh Off the Boat – serie TV, 2 episodi (2017)

## Doppiatori italiani
Nelle versioni in italiano delle opere in cui ha recitato, Howard Hesseman è stato doppiato da:
- Luciano De Ambrosis in Oltre i limiti, E.R. - Medici in prima linea, CSI - Scena del crimine
- Michele Kalamera in Segni particolari: genio (st. 1-2), Psych
- Pietro Biondi in False testimonianze, Lie To Me
- Romano Malaspina ne I ragazzi irresistibili
- Sergio Di Stefano in Doctor Detroit
- Gianni Bonagura in Scuola di polizia 2 - Prima missione
- Walter Maestosi in La signora in giallo
- Arturo Dominici in Signori, il delitto è servito
- Carlo Sabatini in Navigator
- Antonio Guidi in Segni particolari: genio (st. 3-5)
- Cesare Barbetti in Black Jack
- Gil Baroni in Gridlock'd - Istinti criminali
- Michele Gammino in Due ragazzi e una ragazza
- Silvio Anselmo in Martian Child - Un bambino da amare
- Giorgio Lopez in Dr. House - Medical Division
- Claudio Fattoretto ne Il diario di Jack
- Sandro Iovino in A proposito di Schmidt
- Franco Zucca in The Rocker - Il batterista nudo
- Bruno Alessandro in A proposito di Steve
- Mario Brusa in Miracoli a Natale